# Provincia del Noroeste
Noroeste es una de las nueve provincias que forman la República de Sudáfrica. Su capital es Mafikeng. Está ubicada al norte del país, limitando al norte con Botsuana, al noreste con Limpopo, al este con Gauteng, al sur con Estado Libre y al oeste con el Cabo Septentrional.
Fue creada tras el fin del apartheid en 1994, e incluye partes de la antigua Transvaal y provincia del Cabo, así como la mayor parte del antiguo Bantustán de Bofutatsuana.

## Municipios
La provincia tiene 4 distritos municipales subdivididos en un total de 19 municipios locales:
| - Distrito Municipal de Bojanala Platinum - Moretele - Madibeng - Rustenburg - Kgetlengrivier - Moses Kotane - Distrito Municipal de Dr. Ruth Segomotsi Mompati - Naledi - Mamusa - Greater Taung - Kagisano-Molopo - Lekwa-Teemane | - Distrito Municipal de Ngaka Modiri Molema - Ratlou - Tswaing - Mahikeng - Ditsobotla - Ramotshere | - Distrito Municipal de Dr. Kenneth Kaunda - Ventersdorp - Tlokwe - Matlosana - Maquassi Hills |